# 四人一牛铜啄
四人一牛铜啄，是西汉时期滇国青铜器的代表作，现为云南省博物馆藏。

## 生平
四人一牛铜啄出土自云南晋宁石寨山古墓群六号墓，长41.5厘米。铜啄是滇国特有的钩刺兵器。使用时可啄突，也可像戈一样钩杀。此件铜啄为仪仗兵器，啄刺细尖，扁圆銎横于啄体形成“丁”字，銎饰细密的云纹、太阳纹、雷纹、锯齿纹等。銎背上原铸四人及一牛，一人已残失。第一人背负一囊，第三人作赶牛状，第四人右肩扛。表现滇人纳贡的场面。

## 图像

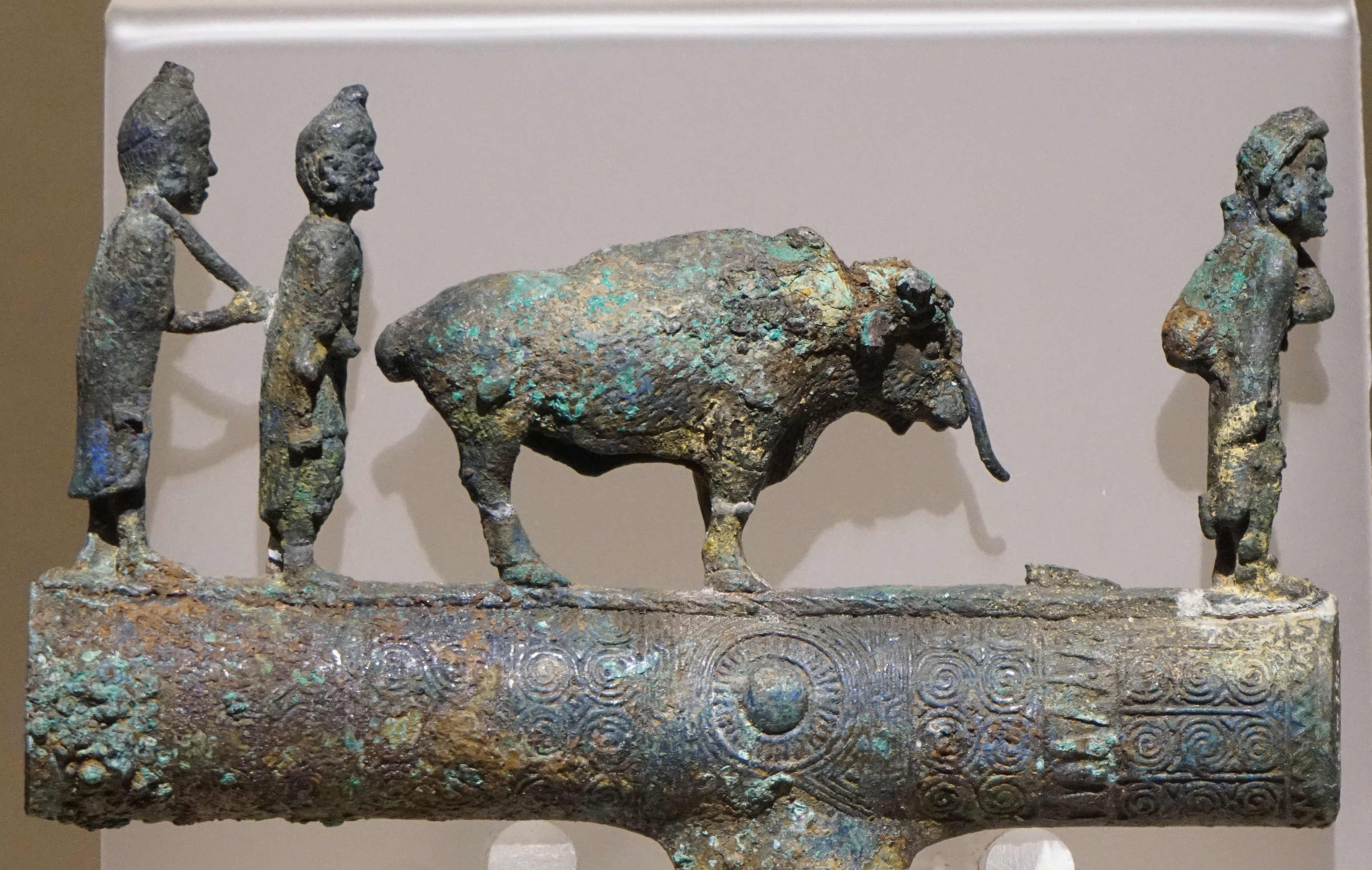
四人一牛铜啄局部图
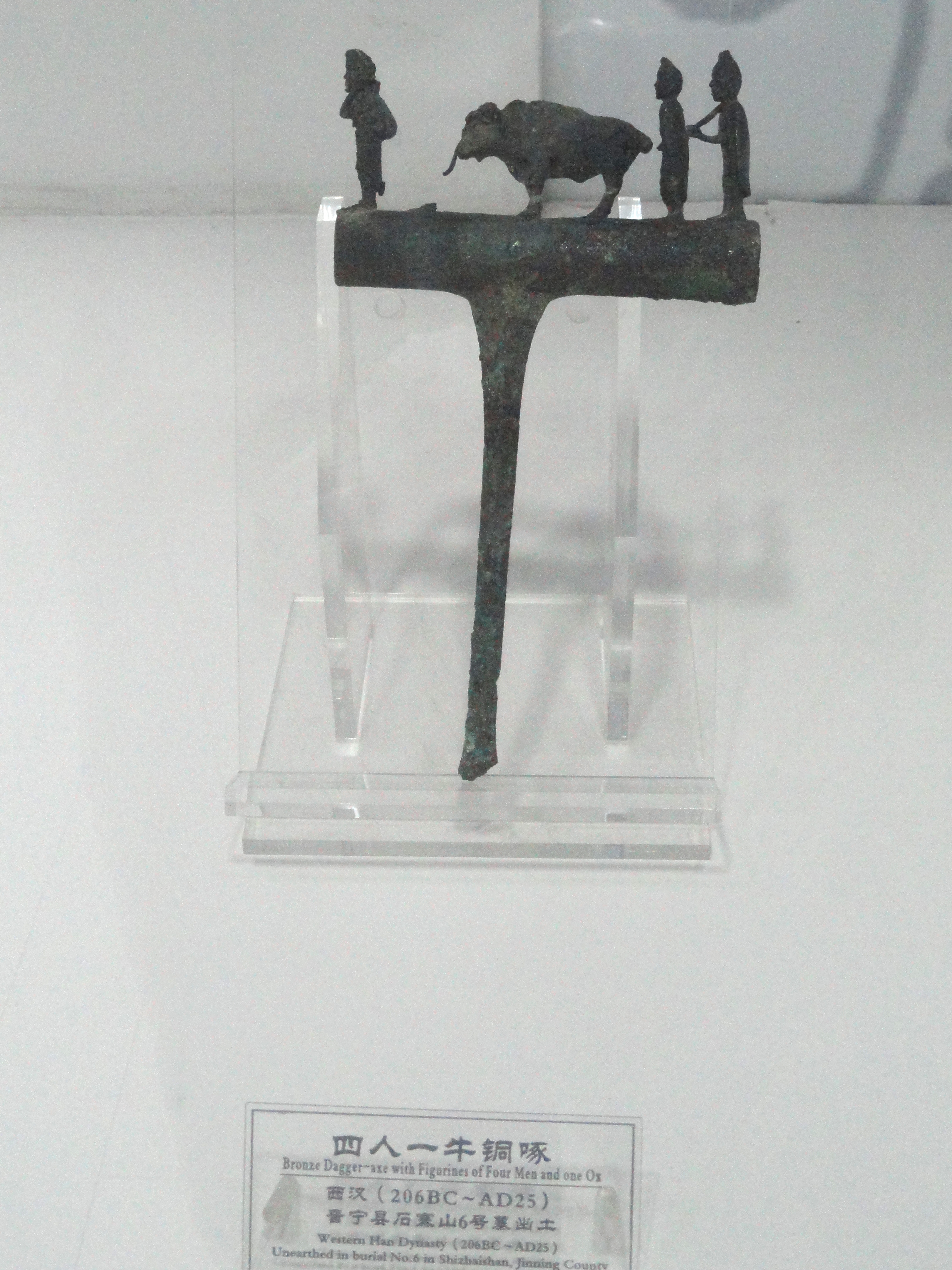
四人一牛铜啄
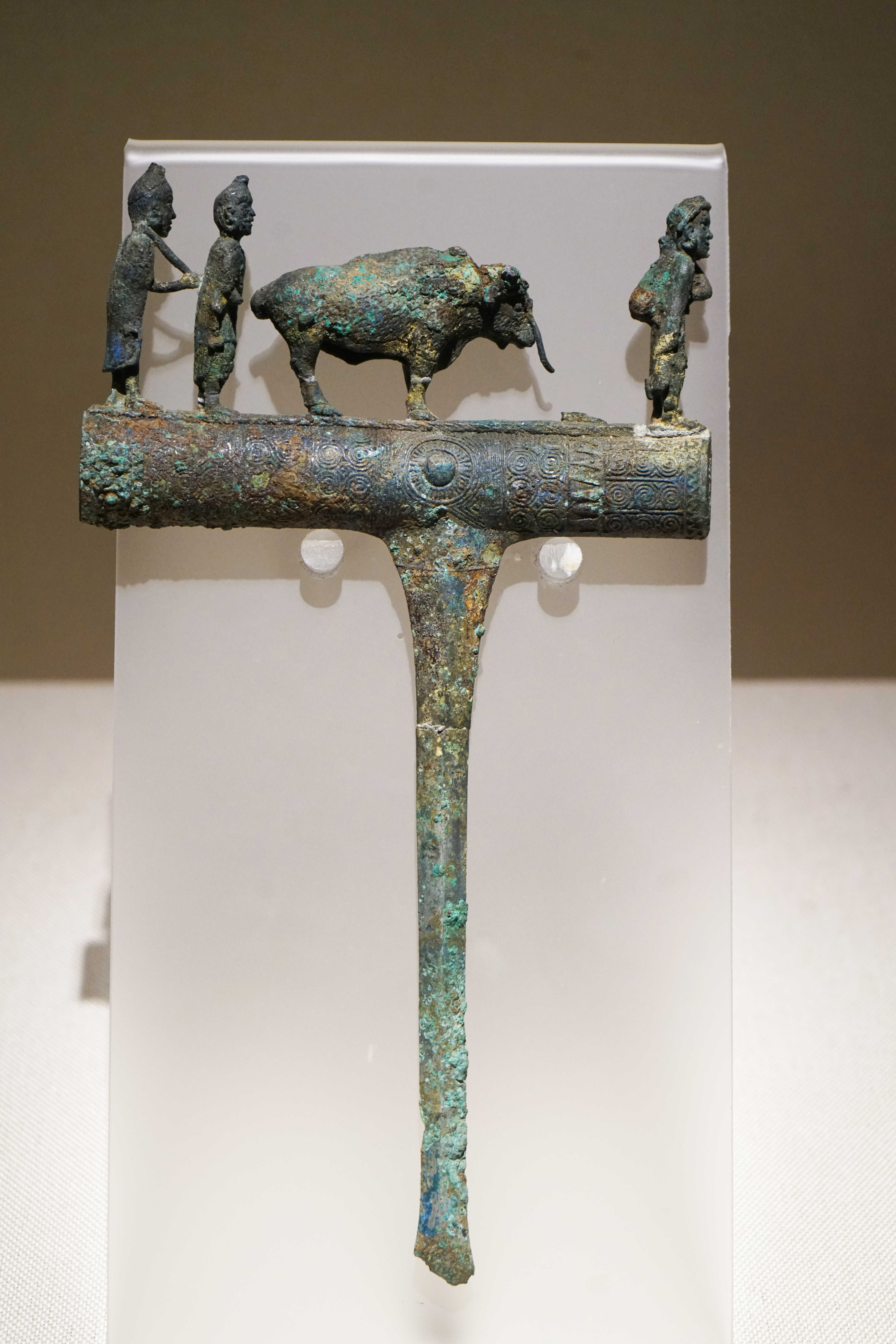
四人一牛铜啄